# Verblifa

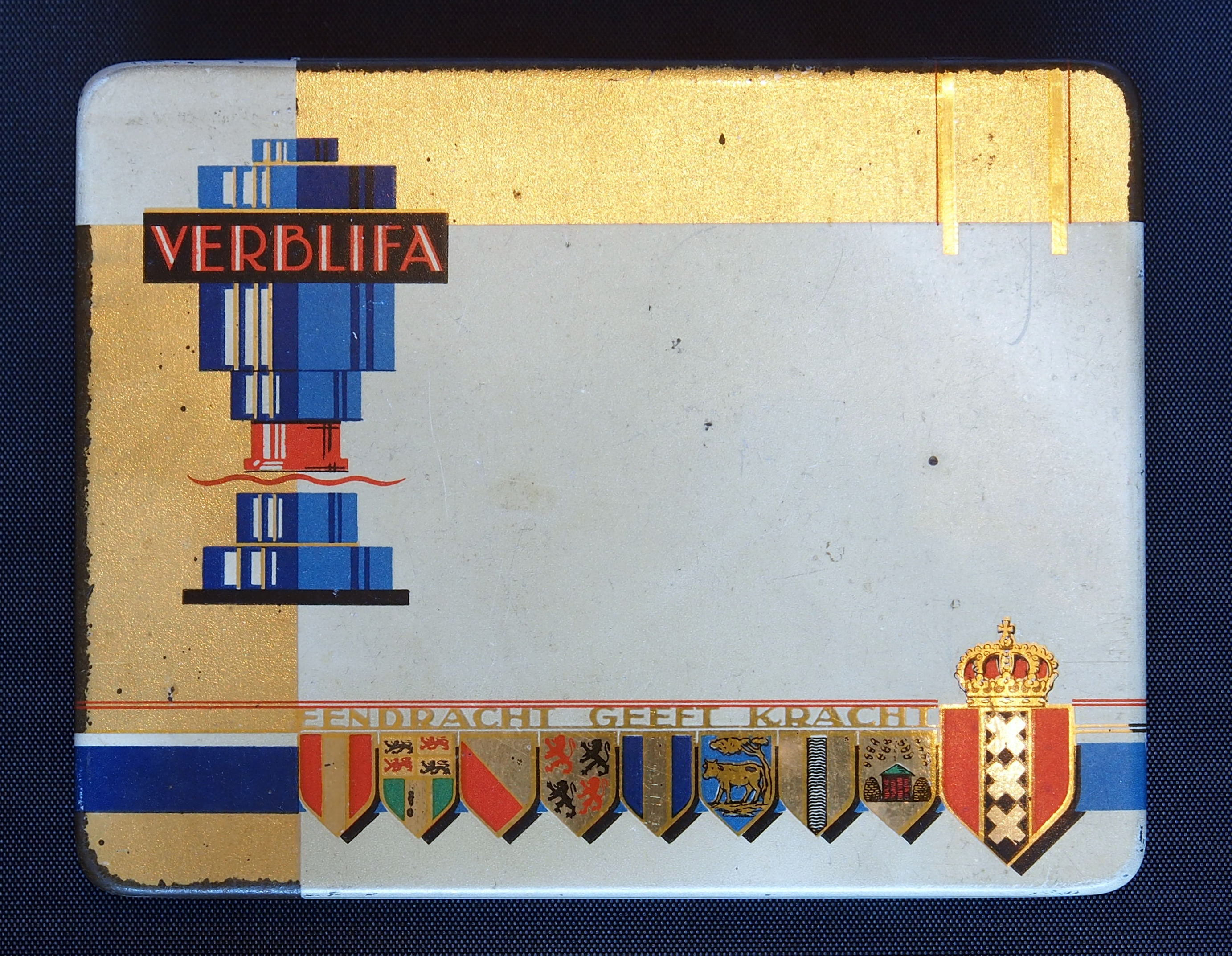
Een Verblifa-blikje

Verblifa, De Vereenigde Blikfabrieken was een Nederlands bedrijf dat blikverpakkingen fabriceerde, naast plaatijzeren artikelen, emaillen borden, huishoudelijke artikelen, plaat- en stampwerk en kook- en verwarmingsartikelen. Daarnaast werden ook kunststofartikelen vervaardigd. Het hoofdkantoor was gevestigd in Amsterdam en het bedrijf beschikte over fabrieken in onder andere Weesp, Krommenie, Hillegersberg, Doesburg, Dordrecht, Delft, Oudenbosch en Utrecht.

## Geschiedenis
De Vereenigde Blikfabrieken werd opgericht in 1912 en was het gevolg van een fusie tussen twee al langer bestaande Zaanse blikfabrieken, de NV tot exploitatie van Verwer's Fabrieken met de NV Zaanlandsche Blikfabriek v/h Woud & Schaap, beide te Krommenie. De firma Verwer had een filiaal te Utrecht, de firma Woud had in 1912 de aandelen van de NV Weesper Blikfabrieken v/h A.C. Vis te Weesp aangekocht en beschikte over een filiaal in aanbouw te Amsterdam.
De combinatie streefde al gauw naar een uitbreiding van het aantal bedrijven en zocht ook geografisch expansie. In januari 1913 werd al de fabriek van de fa. G. Stroman te Rotterdam (1915: Hillegersberg) gekocht. Er volgde na deze aaneensluiting een verdere concentratie in de Nederlandse blikfabricage, waarin Verblifa een actief aandeel had. Per 1916 werd de firma Lorrewa te Delft onderdeel, in 1917 werd de fabriek van A. den Boer Wzn. te Rotterdam overgenomen. In 1924 werd fabriek en inventaris van de failliete NV Lithografische Metaaldrukkerij en Blikemballagefabriek v/h A. Meyers Jr. te Dordrecht gekocht. Het gebouw werd in 1926 weer afgestoten, terwijl in dat jaar een aantal automatische machines voor massaproductie werden gekocht op de openbare veiling van de NV Vereenigde Emballagefabrieken te Weesp. In 1930 verwierf Verblifa praktisch alle aandelen in de Woud & Bekkers Blikfabrieken, die onder de vroegere naam Dordrechtsche Metaalwarenfabriek v/h Wed. J. Bekkers & Zoon als zelfstandig bedrijf onder Verblifa doorging. In 1939 werd de vestiging te Amsterdam gesloten en het jaar daarop werd het fabrieksgebouw verkocht.

## Diversificatie
In 1936 werd, samen met de Dordrechtse Metaalwarenfabriek voorheen Wed. J. Bekkers & Zoon, een dochteronderneming opgericht, de NV De Vereenigde Automatenfabrieken V.A.F. te Amsterdam. Na de oorlog werd eerst in 1949 nog een groot belang verkregen in de Electro Blikfabriek te Leeuwarden, en met dit bedrijf samen werd in 1953 de Mij. tot vervaardiging van 'Ducaat' verwarmings- en Kookapparaten te Doesburg opgericht. In 1954 startte Verblifa ook met de vervaardiging van kunststof artikelen. Er werkten toen in de 8 fabrieken en het hoofdkantoor circa 3450 arbeiders. Verblifa ging met de tijd mee en dat betekende dus mechanisering. Zo werd in de vestiging te Delft in 1958 een volautomatische productielijn voor conservenblikken (uit de VS) in bedrijf genomen en eind 1959 startte men met de productie van spuitbussen. In 1964 werkten er nog circa 2400 personen.
Per jaareinde 1964 ontstond Thomassen & Drijver-Verblifa uit een fusie van T & D met De Vereenigde Blikfabrieken.